# Gunilla Thorssell
Sigrid Gunilla Thorssell, född 27 oktober 1946 i Solna församling, är en svensk dansare.
Thorssell var en av Cramérbalettens profilerade dansare från nystarten 1967. År 2023 tilldelades hon Tyyne och Ivo Cramérs stiftelses stipendium.

## Filmografi roller
- 1969 – Åsa-Nisse i agentform